# ソーダニッカ
ソーダニッカ株式会社は、苛性ソーダ・塩素酸ソーダ・過酸化水素など曹達工業薬品・製紙用薬品を中心に取り扱う専門商社である。
もともとは戦前に誕生したソーダ製品の販売統制会社が源流であり、戦後の 1947年、当時の有力メンバーにより前身となる「曹達商事株式会社」が設立された。社名の「ソーダ」はナトリウムの化合物を指し、炭酸飲料であるソーダ水は取り扱っていない。また、「ニッカ」は1979年に合併した新日化産業に由来しており、ニッカウヰスキーとの関連はない。
1948年に苛性ソーダを積み出す専用鉄道タンク車を東洋レーヨン（現東レ）から3台導入、私有貨車として活用開始して以来、長らく鉄道タンク車を保有していた。

## 主な取扱品目
- 無機薬品 - 水酸化ナトリウム、塩酸、アンモニア、過酸化水素など
- 有機薬品 - 洗浄剤、溶剤、界面活性剤、染料など
- 合成樹脂 - ポリエステル樹脂、塩化ビニル樹脂、合成樹脂添加剤、樹脂フィルムなど
- 製紙用薬品 - ラテックス、加工澱粉、サイズ剤、塩素酸ナトリウムなど
- 環境関連 - 地盤改良材、融雪剤、脱臭剤、防災設備など。

## 沿革
- 1932年 - 晒粉販売株式会社、日本アンモニア法曹達販売株式会社設立
- 1942年 - 前記2社が合流して曹達工業薬品配給株式会社設立
- 1944年 - 曹達工業薬品統制株式会社に改組
- 1946年4月 - 曹達販売株式会社に改組（翌年3月解散）
- 1946年11月 - 曹達販売から分立して新日化産業株式会社設立
- 1947年4月 - 同じく曹達販売から分立して曹達商事株式会社設立（資本金18万円）※この年を設立年としている。
- 1947年 - 小樽出張所（現北海道支店）、名古屋出張所（現名古屋支店）開設
- 1948年 - 大阪出張所（現関西支社）、静岡出張所（現静岡営業所）開設
- 1953年 - 仙台営業所（現仙台支店）開設
- 1955年 - 小倉営業所（現福岡支店）開設、宇部営業所開設
- 1958年 - 高松連絡所（現高松支店）開設
- 1970年 - 曹達商事株式会社をソーダ商事株式会社に社名変更
- 1975年 - 苫小牧出張所（現苫小牧営業所）開設
- 1979年 - 新日化産業株式会社と合併、社名をソーダニッカ株式会社と改称
- 1986年 - 東京証券取引所市場第二部上場
- 1984年 - 仙台七ヶ浜ケミカルセンター開設
- 1986年 - 公募により資本金13億1,600万円に増資
- 1991年 - 東京証券取引所市場第一部指定替え
- 2003年 - 上海駐在員事務所開設
- 2006年 - 曹達日化商貿（上海）有限公司設立
- 2008年 - 9月16日本社移転（日本橋3-6-2 日本橋フロント）
- 2012年 - PT. SODA NIKKA INDONESIA設立
- 2014年 - SODA NIKKA VIETNAM CO., LTD.設立

## 歴代社長
1. 石橋太郎
2. 矢崎一郎
3. 小倉英一
4. 二井秀明
5. 柳康洋
6. 長洲崇彦

## 関係会社
- ソーダニッカビジネスサポート株式会社（連結子会社）
- 株式会社日本包装 （連結子会社）
- モリス株式会社（連結子会社）
- 株式会社日進 （連結子会社）
- 曹達日化商貿（上海）有限公司 （連結子会社）
- PT. SODA NIKKA INDONESIA （連結子会社）
- SODA NIKKA VIETNAM CO,. LTD. （連結子会社）
- 有限会社野津善助商店（連結子会社）